# Der Tod (Mann)
Der Tod ist eine Prosaskizze von Thomas Mann aus dem Jahre 1897. Sie hat die Struktur einer Tagebuch-Notiz.

## Inhalt
Der Ich-Erzähler, ein 40-jähriger Graf aus Kronshafen, lebt allein mit seiner 12-jährigen Tochter Asuncion in einem Haus am Meer. Die portugiesische Mutter ist bei der Geburt des Kindes verstorben.
In 15 Tagebuch-Einträgen – datierend vom 10. September bis zum 11. Oktober – setzt sich der Graf mit dem Gedanken an seinen Tod auseinander. Bereits seit seinem 20. Lebensjahr beherrscht ihn die idée fixe, seinen Tod exakt für den 12. Oktober seines 40. Lebensjahres voraussehen zu können. In einer Mischung aus Angst, depressiver Verstimmung, aber auch konzentrierter Ehrfurcht hat der Graf den sozialen Rückzug angetreten; er fühlt sich an Körper und Seele krank, verlässt sein Haus nur noch selten, und wenn doch, dann steht er stundenlang am stürmischen Meer. Das sich im Fortschreiten der Jahreszeit verschlechternde Wetter reflektiert die zunehmende Verstörung des Protagonisten.
Erinnerungen an die glückliche Vergangenheit, Liebesbezeugungen an seine Tochter und Furcht vor dem bevorstehenden mutmaßlichen Todestag durchziehen seine Gedanken. Im zehnten Tagebucheintrag – 3. Oktober – thematisiert der Graf erstmals den Selbstmord, nachdem er sich zuvor schon – am Beispiel Kaiser Friedrichs – Klarheit darüber verschafft hatte, dass eine Prophezeiung, der man sich in uneingeschränktem Glauben unterwirft, sich zwangsläufig bewahrheiten müsse.
Der Tod personifiziert sich in der Phantasie des Grafen als „groß und schön und von einer wilden Majestät“; am vorletzten Tag (Notiz vom 10. Oktober), fiebrig-krank, empfindet der Graf die Gestalt jedoch als „so nüchtern, so langweilig, so bürgerlich“, die sich „benahm […] wie ein Zahnarzt“: „Es ist am besten, wenn wir es gleich abmachen.“ Der Graf hat sein selbst herbeibeschworenes Schicksal angenommen; der Tod hat seine Faszination, aber auch seinen Schrecken verloren.
Schon tags zuvor (9. Oktober) hatte der Graf verstanden, dass seine Tochter um ihn weinen werde. Am letzten Tag (11. Oktober) wird ihm klar, er „könne dies Kind nicht verlassen“. Um 23 Uhr schreibt er seine letzte Tagebuchnotiz vor der Leiche seiner Tochter. Es ist unklar, wie Asuncion in den vorausgegangenen 1½ Stunden, seit ein Nachbar ihn an das Bett des Kindes gerufen hatte, zu Tode gekommen ist. Der Arzt hat Herzschlag diagnostiziert. Das Kind war möglicherweise zuvor schon krank, da es sich stundenlang draußen am Meer in der Kälte aufgehalten hatte. Inwieweit der Graf „nachgeholfen“ hat, wird nicht erklärt. Man hat erfahren, dass Brom im Haus ist (Notiz vom 27. September), ein Zusammenhang wäre aber Spekulation. Auch ein Tod durch unterlassene Hilfeleistung ist denkbar („Ich […] habe nichts getan und nichts gedacht“). Die Einsicht des Grafen, dass der Tod „seinem Wissen und Glauben gehorchen musste“, legt die Interpretation nahe, dass der Graf das Kind getötet hat.
Ob der Graf am Ende dieses Tages tatsächlich stirbt, erfahren wir nicht mehr. Da keine weiteren Notizen folgen, liegt es nahe, von der Erfüllung der imaginären Prophezeiung auszugehen. Ob ein natürlicher Tod durch fiebrige Erkältung nach nächtelangem Aufenthalt draußen am Meer oder Selbstmord vorliegt, bleibt verborgen.
Drittverschulden (Doppelmord) ist nicht explizit ausgeschlossen, es sprechen jedoch keine Indizien dafür.

## Ausgaben
- Thomas Mann: Sämtliche Erzählungen. Band 1. Fischer-Taschenbuch-Verlag, Frankfurt 1987, ISBN 3-10-348115-2, S. 59–65